# The Secret World
The Secret World ist ein Survival-Horror-MMORPG des norwegischen Spieleentwicklers Funcom. Das von den Werken H. P. Lovecrafts inspirierte Setting ist in der Gegenwart angesiedelt.
Im Mittelpunkt stehen drei Geheimgesellschaften, die um die Vorherrschaft über die von alptraumhaften Wesen heimgesuchte Welt ringen. Creative Director des Spiels ist Ragnar Tørnquist.
Das Spiel bedient sich des Buy-to-play-Modells, bietet daneben aber auch ein Abonnement an. Spieler müssen nach dem Kauf daher kein Abonnement abschließen, können dies aber tun,
um zusätzliche Features und Vorteile zu nutzen (bspw. monatliche Funcom-Punkte). Daneben erscheinen in unregelmäßigen Abständen Spielerweiterungen, die als DLC zur Verfügung gestellt und separat erworben werden können.

## Spielprinzip
Der Spieler tritt zu Spielbeginn einer von drei Geheimgesellschaften bei, den Templern, Illuminati oder Drachen, und kann dann mit seinem Charakter die Spielwelt erkunden, Monster jagen und Quests erledigen.
Durch das Besiegen von Monstern und Erfüllen von Quests erhält er bessere Ausrüstungsgegenstände sowie Punkte. The Secret World arbeitet hier mit einem dualen Punktesystem: Kraftpunkte und Fähigkeitenpunkte.
Mit Kraftpunkten schaltet der Spieler neue Waffenkräfte frei, durch die Investition von Fähigkeitenpunkten kann er Waffen und Ausrüstungsgegenstände höherer Qualitätsstufen benutzen.
Wie er seine Punkte verteilt, ist dem Spieler selbst überlassen. Im Gegensatz zu anderen MMORPG kennt The Secret World weder Klassen noch Charakterlevel. Diese Freiheit zwingt den Spieler aber auch dazu, sich
gründlich mit dem Fertigkeitensystem auseinanderzusetzen. Für die Stärke eines Spielercharakters sind allein die Qualitätsstufe seiner Ausrüstung sowie die bisher investierten Punkte ausschlaggebend.

### Spielwelt
Das Setting von The Secret World ist eine Mischung aus Werken von H. P. Lovecraft, dem Cthulhu-Mythos, Sagen und Legenden aus den unterschiedlichsten Kulturen und einer Prise Indiana Jones: Alptraumhafte Gestalten tummeln sich an düsteren Steilküsten, in einem verlassenen Vergnügungspark spukt es, Vampire durchstreifen die Weiten Transsylvaniens.

## Rezeption
The Secret World wurde nach seiner Veröffentlichung im Sommer 2012 von der Fachpresse weitgehend positiv aufgenommen, Verkaufszahlen blieben jedoch hinter den Erwartungen von Funcom zurück.
Gelobt wurden in den Rezensionen der Online-Spielemagazine vor allem das anspruchsvolle Questdesign, die stimmige Atmosphäre sowie Musik, Sounddesign
und die Vertonung der Dialoge. Negativ fielen dagegen die (für 2012) hohen Anforderungen an die Hardware, die im Vergleich zu anderen Onlinespielen steile Lernkurve sowie die mangelhafte Ausgestaltung des
PvP auf.

## Secret World Legends
Im Juni 2017 wurde The Secret World eingestellt und durch dessen Nachfolger Secret World Legends ersetzt. Letzteres wird weiterhin als Online-Spiel betrieben, alle Inhalte können jedoch kostenfrei nach Anmeldung gespielt werden.